# 新北市私立時雨高級中學
新北市私立時雨高級中學，俗稱時雨中學，位於台灣新北市瑞芳區金瓜石（黃金博物館旁），校址原為日治時期的金瓜石尋常高等小學校，專門供日本子弟就讀，有別於台灣本地人所讀的瓜山公學校，建立於1907年，於1945年戰後廢校。1949年改由國營企業臺灣金屬鑛業股份有限公司設立國民中學。
校名取自孟子的「有如時雨化之者」，喻教育感化之速，如時雨之被於草木也。

## 外部連結
- 新北市私立時雨中學首頁 （页面存档备份，存于）